# Prix Bulles Zik
Le Prix Bulles Zik était un prix récompensant un album de bande dessinée sur le thème de la musique remis lors du festival Bulles Zik, en Seine-Saint-Denis. Le festival existe depuis 2007 et le prix est remis de 2010 à 2013.

## Sélection
Dix albums sont présélectionnés par un jury lié au festival. Ces albums doivent être sortis l'année précédant le festival et parler de musique. Ils sont alors dévoilés sur le site de la manifestation, les internautes devant voter pour départager les albums et désigner le récipiendaire du prix.
Deux autres prix sont remis durant le festival :
- Un prix coup de cœur du jury, remis par le jury à un album de la sélection n'ayant pas remporté le suffrage internet ;
- Celui d'invité d'honneur du festival, récompensant un auteur dont la carrière est fortement liée à la musique et qui réalisera l'affiche de l'édition suivante.

La présidente de l'association Bulles Zik, et donc présidente du jury, est Cyrille Engel.

## Prix Bulles Zik
| Année | Album récompensé     | Auteur(s)                                                | Éditeur |
| ----- | -------------------- | -------------------------------------------------------- | ------- |
| 2010  | Lutte Majeure        | Borris (dessin) et Céka (scénario)                       | KSTЯ    |
| 2011  | Le Chanteur Sans Nom | Olivier Balez (dessin) et Arnaud Le Gouëfflec (scénario) | Glénat  |
| 2012  | Lomax                | Frantz Duchazeau                                         | Dargaud |
| 2013  | Burlesque Girrrl     | François Amoretti                                        | Ankama  |

## Prix coup de cœur du jury
| Année | Album récompensé                                         | Auteur(s)                                              | Éditeur            |
| ----- | -------------------------------------------------------- | ------------------------------------------------------ | ------------------ |
| 2011  | J’aime pas la musique                                    | David Snug                                             | Les Enfants Rouges |
| 2012  | La Musique actuelle pour les sourds et les malentendants | Terreur Graphique (dessin) et Dampremy Jack (scénario) | Vraoum !           |
| 2013  | Pas de panique à Sonic City                              | Julien Loïs                                            | Même pas mal       |

## Invité d'honneur du festival
| Année | Auteur            | Nationalité | Langue d'expression | Dates          |
| ----- | ----------------- | ----------- | ------------------- | -------------- |
| 2010  | Charles Berberian | France      | Français            | 28 mai 1959    |
| 2011  | Frank Margerin    | France      | Français            | 9 janvier 1952 |
| 2012  | Jean Solé         | France      | Français            | 2 août 1948    |
| 2013  | Ludovic Debeurme  | France      | Français            | Né en 1971     |